# Obcy na poddaszu
Obcy na poddaszu (ang. Aliens at the Attic) – amerykański film przygodowy z 2009 roku, wyprodukowany przez 20th Century Fox i Regency Enterprises.

## Obsada
- Robert Hoffman – Ricky
- Ashley Tisdale – Bethany Pearson
- Carter Jenkins – Tom Pearson
- Gillian Vigman – Nina Pearson
- Josh Peck – Sparks
- Henri Young – Art Pearson
- Regan Young – Lee Pearson
- Tim Meadows – Doug Armstrong
- Austin Butler – Jake
- Ashley Boettcher – Hannah Pearson
- Kevin Nealon – Stuart Pearson
- Doris Roberts – Nana